# Le Smoking
Pour les articles homonymes, voir Smoking.
Ne pas confondre avec le vêtement féminin Le smoking du couturier Yves Saint Laurent
Pour plus de détails, voir Fiche technique et Distribution.
Le Smoking (The Tuxedo) est un film américain réalisé par Kevin Donovan, sorti en 2002.

## Synopsis
Jimmy Tong travaille comme chauffeur de taxi dans la grande ville de New York. Un jour, il a pour passager le millionnaire Clark Devlin, également agent secret. Ce dernier engage Jimmy comme chauffeur personnel à une condition : que celui-ci ne touche jamais à son smoking.
Cela ne cause aucun problème à Jimmy. Une nuit, alors qu'il reconduit Clark chez lui, tous les deux sont soudainement attaqués. Le riche industriel, gravement blessé, demande à Jimmy de revêtir son smoking. Ce costume truffé de gadgets a été conçu par le gouvernement américain pour ses opérations clandestines et permet à celui qui l'endosse d'être doté d'une force extraordinaire.
Dès lors, la mission de Jimmy va être d'empêcher Diedrich Banning, un riche industriel mégalo, de contaminer l'eau potable du monde entier via des araignées d'eau. Del Blaine, une recrue de la CIA, sera là pour l'épauler.

## Fiche technique
Sauf indication contraire, les informations mentionnées dans cette section peuvent être confirmées par les bases de données cinématographiques IMDb et Allociné,  présentes dans la section « Liens externes ».
- Titre original : The Tuxedo
- Titre français : Le Smoking
- Réalisation : Kevin Donovan
- Scénario : Michael J. Wilson et Michael J. Leeson, d'après une histoire de Phil Hay, Matt Manfredi et Michael J. Wilson
- Musique : Christophe Beck et John Debney
- Direction artistique : Nigel Churcher
- Décors : Paul D. Austerberry et Monte Hallis
- Costumes : Erica Edell Phillips
- Photographie : Stephen F. Windon
- Son : Carmen Baker, James Bolt, Tim Chau, Nils C. Jensen, Paul Massey, Tim McColm, Brad Sherman
- Montage : Craig Herring
- Production : Adam Schroeder et John H. Williams
  - Production déléguée : William S. Beasley, Laurie MacDonald et Walter F. Parkes
  - Production associée : David Coatsworth
  - Coproduction : Willie Chan, Brandi Neuwirth et Solon So
- Sociétés de production : Amblin Entertainment, Blue Train Productions, Parkes/MacDonald Image Nation et Vanguard Films, présenté par Dreamworks Pictures
- Sociétés de distribution : DreamWorks Distribution (États-Unis) ; United International Pictures (France, Suisse romande)
- Budget : 60 millions USD[1],[2]
- Pays de production :  États-Unis
- Langues originales : anglais, cantonais
- Format : couleur (Technicolor) — 35 mm — 1,85:1 (Panavision) — son DTS / Dolby Digital / SDDS
- Genre : comédie, action, science-fiction
- Durée : 98 minutes
- Dates de sortie[3] :
  - États-Unis : 27 septembre 2002
  - France, Belgique, Suisse romande : 25 décembre 2002[4],[5],[6]
- Classification[7] :
  - États-Unis : accord parental recommandé, film déconseillé aux moins de 13 ans (PG-13 - Parents Strongly Cautioned)[N 1]
  - France : tous publics (conseillé à partir de 10 ans)[4],[8]
  - Belgique : tous publics (Alle Leeftijden)[5]
  - Suisse romande : interdit aux moins de 12 ans[9]

## Distribution
- Jackie Chan (VF : William Coryn) : Jimmy Tong
- Jennifer Love Hewitt (VF : Sylvie Jacob) : Del Blaine
- Jason Isaacs (VF : Arnaud Bedouët) : Clark Devlin / Brad Dillford
- Debi Mazar (VF : Rafaele Moutier) : Steena
- Ritchie Coster (VF : Pierre Tessier) : Diedrich Banning / Dietrich Banning
- Peter Stormare (VF : Philippe Vincent) : le docteur Simms
- Mia Cottet (VF : ) : Cheryl
- Romany Malco (VF : Lucien Jean-Baptiste) : Mitch
- Scott Wickware (VF : Patrice Baudrier) : l'agent Wallace
- Christian Potenza (VF : Alexandre Gillet) : l'agent Joel
- Scott Yaphe (VF : Boris Rehlinger) : l'agent Gabe
- Paul Bates (VF : Vincent Ropion) : Lundeen
- Cecile Cristobal (VF : Annie Milon) : Jennifer
- Colin Mochrie : le propriétaire de la galerie d'art
- James Brown (VF : Jean-Pierre Moulin) : lui-même
- Bob Balaban (VF : Bernard Alane) : Winton Chalmers

## Accueil

### Box-office
- États-Unis : 50 547 998 $ US[10]
- France : 597 645 entrées[10]
- Monde : 104 391 623 $[10]

## Distinctions

### Récompenses
- Kids' Choice Awards 2003 :
  - Super-héros préféré pour Jackie Chan
  - Super-héroïne préférée pour Jennifer Love Hewitt

### Nomination
- Kids' Choice Awards 2003 : acteur de cinéma préféré pour Jackie Chan

## Éditions en vidéo
En France, le film Le Smoking est sorti en DVD le 22 juillet 2003. Par la suite, le film est ressorti en DVD le 3 août 2006, puis en VOD le 27 mai 2020 et en Blu-ray le 26 mai 2021.